# Castello Dentice di Frasso di Carovigno
Il castello di Carovigno porta il nome della città su cui fu edificata l'antica Carbina. Come tutti i monumenti fortificati, sulla parte più alta del paese.

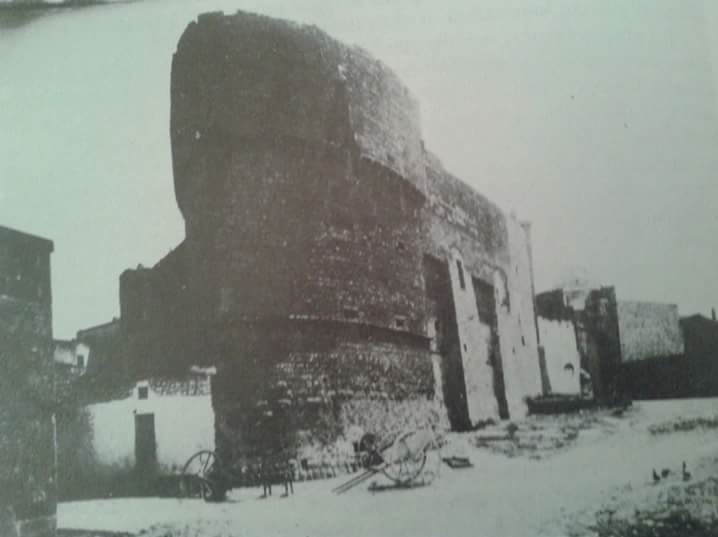
Foto del castello di Carovigno nell'800

## Storia
Non si conoscono notizie certe sulle sue origini, ma secondo Vincenzo Andriani, il primo nucleo dell'attuale castello, nacque all'interno della cinta muraria durante il periodo Normanno.
Su una pergamena antica del 1163, conservata nell'archivio capitolare di Ostuni, si ritrova la denominazione di “Castellum Carvinei”, che consisteva in una sola torre della forma quadrata, posta sul lato di porta Ostuni. Tale torre fu costruita su una galleria sotterranea, adibita prima a prigione e poi a deposito olio. Successivamente con i lavori di restauro, venne affogata per motivi di stabilità e per maggiore precauzione, venne costruita una veranda arcata per puntellare la torre che minacciava di crollare da una parte, dall'altra parte fu addossata una torretta di minori dimensioni. Dalla veranda si poteva accedere alla Chiesa di Sant'Anna, percorrendo un camminamento ricavato sulla porta Ostuni, oggi ostruito. Sulle arcate della veranda, furono scolpite gli stemmi dei feudatari di Carovigno.
Il castello è stato ampliato nel tempo, secondo le esigenze dei principi feudali che l'hanno abitata. Oggi ha la forma triangolare (simbolo della perfezione) con la presenza di tre torri situate ai tre vertici: una quadrata, una rotonda e una a mandorla.
La torre a Mandorla, molto massiccia, con la punta rivolta verso il mare, detta anche torre a forma di carena di nave, fu costruita nel XV secolo dai Loffredo, principi di quel tempo. Lo scopo della costruzione della torre a mandorla, fu quello di schivare e deviare i colpi di arma da fuoco, lanciati contro di essa per limitare i danni.
Nel castello sono presente “le segrete” dei locali sotterranei, che nel tempo hanno avuto diverse funzioni, tra cui prigioni, depositi, cantine, laboratori di falegnameria.
I seminterrati nel tempo sono stati utilizzati dai soldati, oggi sono sede del museo delle tradizioni popolari. Al primo piano si possono vedere le varie stanze da letto utilizzate nel tempo dei principi e altri spazi utilizzati come bagni, sale da pranzo, biblioteca, sale da biliardo. È presente inoltre, un grandissimo salone con un bellissimo e grandissimo caminetto.

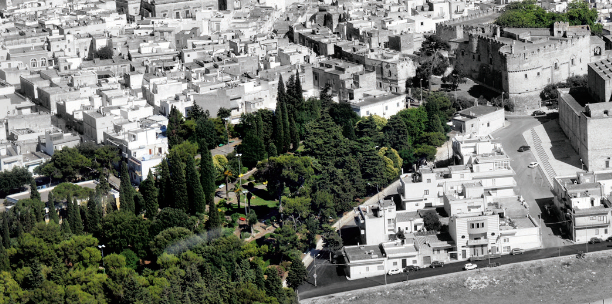
Castello in alto a destra e parco comunale in basso a sinistra

La Fortezza militare inizia a perdere le caratteristiche di struttura difensiva a partire dal XVII secolo, divenendo pian piano una dimora gentilizia. Nel 1792 la proprietà passa alla famiglia Dentice di Frasso, che nel 1905, con l'arrivo del Conte Alfredo Dentice di Frasso e della moglie Elisabetta Schlippenbach, dà avvio al restauro del Maniero per renderlo una moderna residenza nobiliare.
Oltre al restauro della parte più antica, di cui fanno parte i suggestivi pavimenti i caminetti e le decorazioni di stile marinaresco tanto modellati in armonia con la preesistente struttura e le merlature esterne che conferiscono al castello un aspetto fiabesco.
Vennero anche allestiti i giardini comunali, all'inizio di proprietà della Famiglia Dentice di Frasso. Era collegato al castello, attraverso un piccolo tunnel, ancora oggi visibile. In passato è stato un vero orto botanico, di importanza nazionale.
Dal 1961 il castello diventa proprietà Provincia di Brindisi e torna nelle mani dei carovignesi nel 2014, grazie all’allora amministrazione guidata dal sindaco Cosimo Mele.

## Feudatari
- 1163 il normanno Goffredo III di Montescaglioso
- 1194 lo svevo Roberto de Biccari
- 1273 Manfredo de Carvinea
- 1306 il cavaliere angioino Adamo de Tremblay
- 1309 La famiglia Sambiase
- 1327 Carlo de Carvigna
- 1382 il Principe di Taranto Raimondo del Balzo Orsini
- 1407 la Regina Maria d'Enghien
- 1464 Bartolomeo de Ursinis
- 1492 il Barone Napoletano Giovan Gaspare Loffredo
- 1500 il Barone Pirro Loffredo
- 1507 il Barone Gaspare Loffredo
- 1520 il Barone Giuseppe Loffredo
- 1529 il Barone Leonardo Loffredo
- 1562 il Barone Scipione Loffredo
- 1589 il Barone Pirro Loffredo
- 1595 il Marchese Padula
- 1597 Agostino Caputo
- 1619 la famiglia Serra di Genova
- 1929 il Marchese di Serranova Ottavio Serra
- 1653 il Vescovo Scipione Costaguto
- 1661 Giuseppe Castaldi
- 1684 Giulio di Sangro
- 1702 il Barone Nicola Granafei
- 1732 il Principe di Francavilla Fontana Michele Imperiali
- 1792 il Principe Gerardo Dentice di Frasso

## Struttura
Il castello ha una struttura a forma triangolare, con ai suoi vertici una torre quadrata, una circolare e una a forma di "mandorla". Nel resto della Puglia, ne esistono solo altri due di castelli simili, a Monte Sant'Angelo e a Rocchetta Sant'Antonio.
Il castello sorge a ridosso della vecchia cinta muraria a scopo difensivo per il paese. Dal castello è possibile ammirare un panorama che va da Torre Canne fino a Brindisi, ma abbracciando anche la Valle d'Itria, guardando anche altri borghi quali Ceglie Messapica ed Ostuni. Accanto al castello vi è anche la Chiesa di Sant'Anna, collegata attraverso Porta Ostuni, con un passaggio oggi chiuso.

## Galleria d'immagini

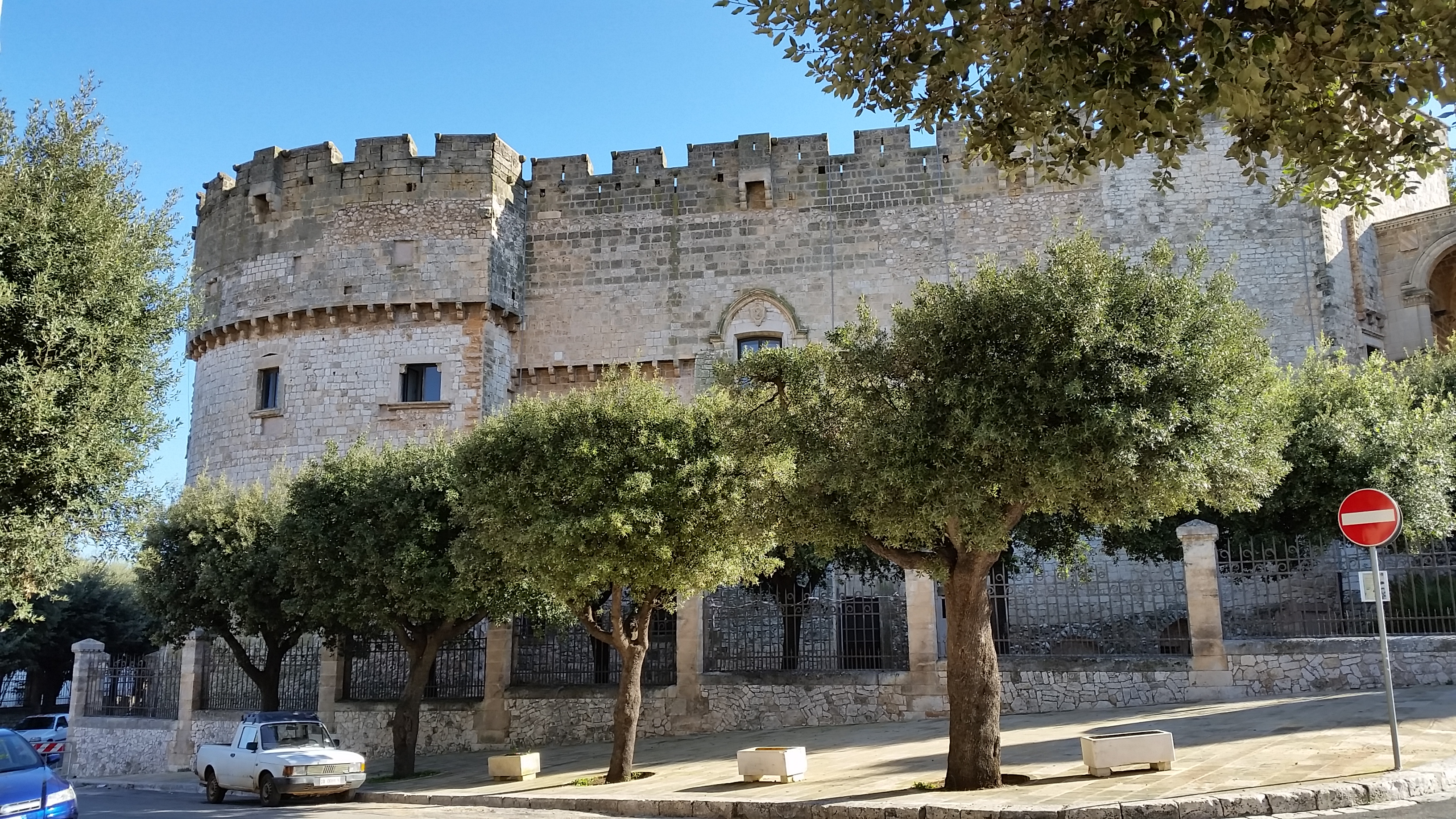
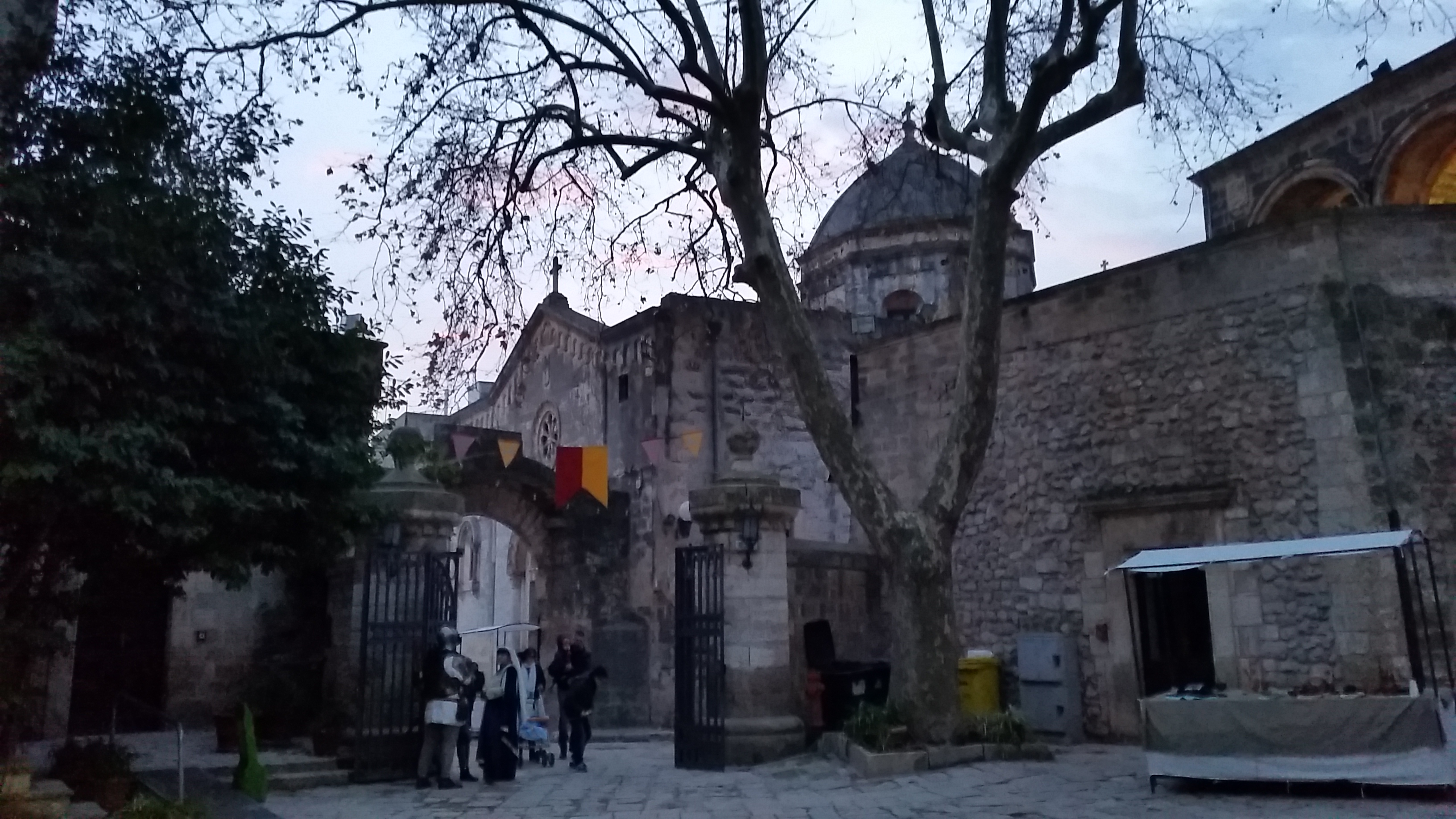
Chiesa di Sant'Anna dall'atrio del castello
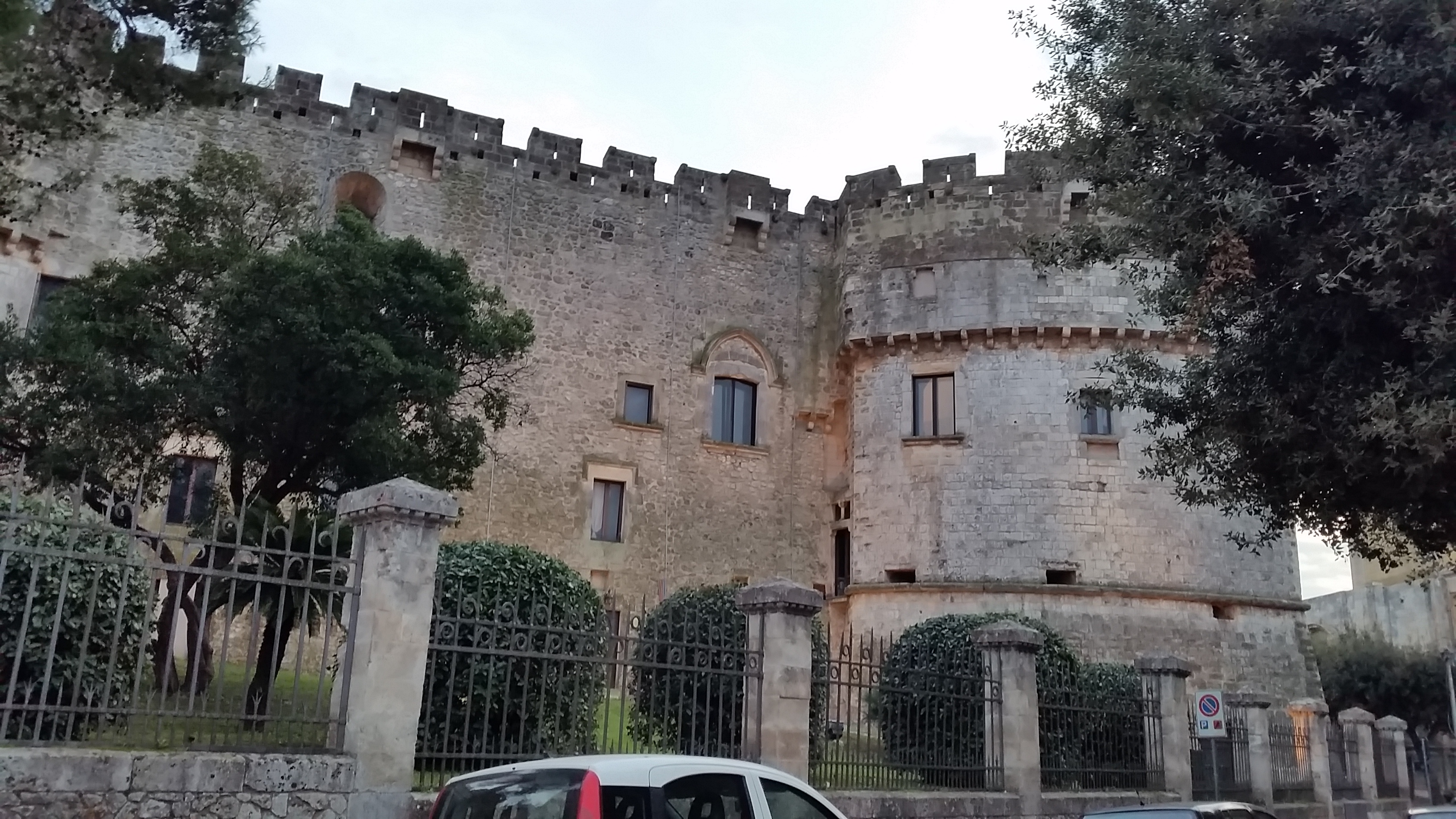

## Le segrete
Nella parte inferiore più antica del castello, sono presenti dei sotterranei, detti anche segrete. Sono scavati nella dura roccia, confluendo in un corridoio principale lungo 17,90 metri, a 4,80 metri di profondità, largo 1,70 metri e alto 2,50 metri. Altre zone vennero chiuse per rendere più stabile la struttura soprastante. Si accedeva ad essi tramite una scala sita nell'atrio fino al 1920, ma anche tramite alcune botole oggi chiuse. Prima del restauro del 1904/1916, i sotterranei erano adibite a prigioni.
Ai lati del corridoio sono presenti delle piscine profonde 4 metri, rivestite da blocchi in pietra di Carovigno, tenute senza calce. Dopo il restauro queste zone vennero adibite a deposito dell'olio e a neviere.